# Alijas (TV serija)
Alijas (engl. Alias) akciona je američka TV serija koju je napisao Džej-Džej Ejbrams koja je prvi put emitovana na američkoj televiziji ABC. Emitovano je svih pet sezona od 30. septembra 2001. do 22. maja 2006. Glavnu ulogu igra Dženifer Garner kao Sidni Bristou agent CIA.
Glavnu temu vodi Sidnina obaveza da sakrije njen pravi posao od svojih prijatelja i porodice. Ove teme najviše prevladjuju u prve dve sezone serije. Veliki zaplet ove serije je traženje antikviteta napravljenih od strane izumitelja i proroka iz doba renesanse Mila Rambaldija.
Ovaj zaplet i većinu tehnologije stavlja Alijas u kategoriju naučne fantastike.

## Opis serije
Glavnu temu vodi Sidnina obaveza da sakrije njen pravi posao od svojih prijatelja i porodice. Ove teme najviše prevladjuju u prve dve sezone serije. Veliki zaplet ove serije je traženje antikviteta napravljenih od strane izumitelja i proroka iz doba renesanse Mila Rambaldija.
Ovaj zaplet i većinu tehnologije stavlja Alijas u kategoriju naučne fantastike.

## Glavni likovi
| Glumac          | Uloga           |
| --------------- | --------------- |
| Dženifer Garner | Sidni Bristou   |
| Viktor Garber   | Džek Bristou    |
| Ron Rifkin      | Arvin Sloun     |
| Majkl Vartan    | Majkl Von       |
| Bredli Kuper    | Vil Tipin       |
| Merin Dandži    | Francie Calto   |
| Karl Lambli     | Markus Dikson   |
| Kevin Vajsman   | Maršal Flinkman |
| Greg Granberg   | Erik Vajs       |
| Lina Olin       | Irina Derevko   |
| Dejvid Anders   | Džulijan Sark   |
| Melisa Džordž   | Loren Rid       |
| Mia Maestro     | Nadija Santos   |
| Rejčel Nikols   | Rejčel Gibson   |
| Elodi Bušez     | Rene Rjen       |
| Baltazar Geti   | Tomas Grejs     |
| Ejmi Aker       | Keli Pejton     |

## Proizvodnja i ekipa
Proizveden od strane Touchstone Television i Bad Robot Productions,film production prvenstveno uzeto mesto u najvecem delu Los Anđelesa u Kalifornijai. Studio snimanje prvenstveno na mestu Walt Disney Studios u Burbank, California, kao i poneko spoljašnje snimanje blizu poznatih zgrada (kao sto je Animation Building ili ABC zgrada, kao što se pojavila zgrada u Hong Kongu u sezoni 1 epizode The Coup). Uprkos svetskim lokacijama, samo je jedna epizoda ikada snimljena izvan Los Anđelesa u Las Vegasu, Nevada.
- J. J. Abrams — producent
- John Eisendrath— producent (sezone 1—3)
- Alex Kurtzman— producent (sezone 2—3)
- Roberto Orci— producent (sezone 2—3)
- Jeff Pinkner— producent (sezona 5)
- Jesse Alexander — producent (sezona 5)
- Ken Olin — producent
- Michael Giacchino — kompozitor
- Michael Haro — koordinacioni producent

## Pojavljivanje gostiju
Alijas uključuje veliki broj A-liste zvezda koji se pojavljuju kao specijalni gosti u seriji. Neki imaju isti ponovljeni lik, kao Isabella Rossellini, dok su ostali bili u jednoj ili dve epizode. U oba slučaja, poznati su bili vazan lik u temi serije.
Neki od najuglednijih gostiju bili su:
- David Cronenberg kao Dr. Brezzel
- Ethan Hawke kao James Lennox
- Christian Slater kao Neil Caplan
- Isabella Rossellini kao Katya Derevko
- Quentin Tarantino kao McKenas Cole
- Djimon Hounsou kao Kazari Bomani
- Peggy Lipton kao Olivia Reed
- Amy Irving kao Emily Sloane
- Ricky Gervais kao Daniel Ryan
- Peter Berg kao Noah Hicks
- Patricia Wettig kao CIA psycho-terapeut Dr. Judy Barnett
- David Carradine kao Conrad
- Faye Dunaway kao Ariana Kane
- Roger Moore kao Edward Poole
- Rutger Hauer kao Anthony Geiger
- Gina Torres kao Anna Espinosa
- Sonia Braga kao Elena Derevko
- Vivica A. Fox kao Toni Cummings
- Angela Bassett kao CIA Direktor Hayden Chase
- Terry O'Quinn kao FBI Direktor Kendall
- John Hannah kao Martin Shepard
- Richard Lewis kao Obavestajni Analiticar Mitchell Yaeger
- Jason Segel kao Sam Hauser

## Spoljašnje veze
- Zvanični veb-sajt
- Alijas na sajtu  (jezik: engleski)